# Coventrystraße
Die Coventrystraße ist als Teil der Westumfahrung Dresdens eine wichtige Ausfallstraße der Stadt. Sie führt die Bundesstraße 173 als Kraftfahrstraße von der Stadtgrenze zu Kesselsdorf zum Bramschtunnel im westlichen Stadtzentrum und hat dabei eine Anschlussstelle mit der Bundesautobahn 17.

## Verlauf
Die Coventrystraße ist fast durchgängig vierstreifig ausgebaut. Sie beginnt am Bramschtunnel im Stadtteil Löbtau und führt anschließend in westlicher Richtung nach Kesselsdorf. Dabei verläuft sie nördlich des Neubaugebietes im Stadtteil Gorbitz und stellt mit einer langen Kurve nach Süden zwischen Omsewitz und Gompitz die Verbindung zur Kesselsdorfer Straße höhenfrei her. Anschließend verlaufen beide Straßen parallel zueinander bis nach Pennrich, wo die Coventrystraße eine Anschlussstelle an das dortige Gewerbegebiet hat. 
In ihrem weiteren Verlauf überquert die Straße die Bundesautobahn 17 an der Anschlussstelle „Dresden-Gorbitz“ und spaltet sich wenig später in Zöllmen auf. Der nach Westen führende, vierstreifige Teil verläuft durch das Gewerbegebiet Kesselsdorf in Richtung Freiberg. Der andere Teil zweigt nach Süden ab und bindet den Freitaler Stadtteil Wurgwitz sowie das Ortszentrum von Kesselsdorf an. Dieser zweite Teil ist der einzige, der nicht vier-, sondern nur zweistreifig ausgebaut ist.

## Geschichte
Das erste Teilstück wurde im Jahr 1979 angelegt und trug den Namen „Hermann-Matern-Straße“ nach Hermann Matern, einem SED-Funktionär und Ehrenbürger Dresdens. Der Bau begann im Zuge der Errichtung des großen Neubaugebietes Gorbitz. Im Jahr 1984 führte die Hermann-Matern-Straße über etwa 1,5 Kilometer von der Gohliser Straße bis an die Gorbitzer Straße. Nach der Wende bekam die Straße ihren heutigen Namen nach der Dresdner Partnerstadt Coventry in Großbritannien.
Der Bau der Straße wurde weiter vorangetrieben. Im Jahr 1994 war der Abschnitt zwischen Omsewitzer Ring und Reuningstraße fertiggestellt, zwischen Omsewitzer und Gorbitzer Ring liefen die Bauarbeiten noch. Die Verbindung zur Kesselsdorfer Straße war 1999 bis zum Straßenbahnbetriebshof vierstreifig, von dort aus zweistreifig fertiggestellt. Die Bundesstraße 173 wurde zunächst zwischen der Kreuzung Kesselsdorfer/Coventrystraße bis Kesselsdorfer/Julius-Vahlteich-Straße auf die Coventrystraße verlegt. Als Ende 2002 nach der Eröffnung des Bramschtunnels, der Verlängerung der Fröbelstraße und dem Ausbau des Emerich-Ambros-Ufers der erste Teil der Westumfahrung fertiggestellt war, wurde die B 173 zwischen Gompitz und dem Stadtzentrum vollständig auf die Coventrystraße verlegt.
Am 8. Oktober 2001 wurde die Bundesautobahn 17 zwischen dem Autobahndreieck Dresden-West und der Anschlussstelle „Dresden-Gorbitz“ freigegeben. Die B 173 in Zöllmen wurde für deren Bau weiter nördlich bereits vierstreifig neu gebaut. Damit waren die Voraussetzungen für die Ortsumgehung Kesselsdorf im Westen sowie den vierstreifigen Ausbau im Osten der Anschlussstelle Richtung Dresden geschaffen worden. Zwischen der Stadtgrenze bei Kesselsdorf und dem Gewerbegebiet Pennrich trug der Straßenzug der B 173 noch den Namen „Kesselsdorfer Straße“.
Im April 2007 begannen die Bauarbeiten für den vierstreifigen Ausbau der B 173 zwischen Gompitz und Zöllmen. Die Freigabe der ersten Richtungsfahrbahn Kesselsdorf-Dresden erfolgte am 22. September 2008, die zweite Fahrbahn wurde im November 2008 freigegeben. Der neue Straßenzug bekam ebenfalls den Namen Coventrystraße. In Zöllmen wurde der bereits ausgebaute Teil der Kesselsdorfer Straße in Coventrystraße umbenannt. Zwischen dem Gewerbegebiet Pennrich und der Autobahn ersetzt die Coventrystraße die Kesselsdorfer, zwischen dem Gewerbegebiet und Gompitz verlaufen beide parallel nebeneinander. Der Ausbau dieses Streckenabschnittes kostete insgesamt etwa 57 Millionen Euro.

## Verkehr
Zwischen Omsewitzer Ring und dem Gewerbegebiet Pennrich verläuft neben der Coventrystraße eine Straßenbahnstrecke der Dresdner Verkehrsbetriebe. Sie wurde zusammen mit dem Neubaugebiet Gorbitz zu DDR-Zeiten bis zum Betriebshof Gorbitz errichtet. Zwischen diesem und der Gleisschleife Pennrich wurde die Straßenbahnstrecke im Zuge des Ausbaus der Coventrystraße in den Jahren 2007 und 2008 angelegt. Ab Pennrich verkehrt die Buslinie 333 (Ammonstraße-Niederschöna) des RVSOE auf der Coventrystraße.
Es gibt von verschiedenen Stellen Überlegungen, die Straßenbahntrasse entlang der Coventrystraße bis ins Gewerbegebiet Kesselsdorf zu verlängern. Konkrete Planungen gibt es dazu derzeit nicht.

## Bebauung
An der Coventrystraße sind in Gorbitz beidseitig Lärmschutzwände aufgestellt, um die relativ dicht an der Straße stehenden Plattenbau-Häuser vor Straßenverkehrslärm zu schützen. Weiter westlich wird die Bebauung südlich der Straße weniger dicht, viele Plattenbauten wurden abgerissen oder zu kleineren Einheiten zurückgebaut. Anschließend durchquert die Coventrystraße hauptsächlich Gewerbegebiete in Gompitz und Pennrich und führt vereinzelt an Wohngebieten vorbei.
Um die höhenfreien Anschlüsse wie etwa an die Kesselsdorfer Straße zu gewährleisten, mussten mehrere Brücken errichtet werden. Etwas östlich des Gewerbegebietes gibt es eine Fußgängerbrücke zur Straßenbahnhaltestelle „Rudolf-Walther-Straße“. Beim Bau wurde die Coventrystraße aus Lärmschutzgründen tiefer als die Umgebung gelegt, deshalb ist sie in weiten Teilen von hohen Böschungen und Stützmauern begrenzt.